# Black Mesa (spelmodifikation)
Black Mesa (tidigare känt som Black Mesa: Source) är en modifikation (eller mod) till spelet Half-Life. Initiativet till denna mod togs då Half-Life: Source, en Source-variant av Half-Life-originalet släpptes och visade sig vara under fansens förväntningar. Missnöjet ledde till att projektet Black Mesa: Source satte igång. Målet med projektet är att bygga upp banorna i Half-Life från grunden i Source-motorn, det vill säga med mer avancerad grafik än originalet.

## Spelet

### Miljöer
Spelare som har spelat Half-Life känner igen sig. Många områden har gjorts om och fixas till för att skapa en större känsla av verklighet, något som blivit möjligt tack vare Source-motorn.

### Modeller
Det finns många fler modeller av forskare och soldater i Black Mesa än vad som finns i Half-Life. Detta för att inte lika många olika personer ska se likadana ut. Spelet innehåller samma vapen och utrustning som fanns i originalspelet, varken mer eller mindre.

### Soundtrack
Spelets soundtrack, skapat av projektets ljuddesigner, Joel Nielsen, släpptes tillsammans med modifikationen och finns tillgänglig på spelets hemsida för att lyssna på.

## Utmärkelser
Black Mesa har mottagit följande utmärkelser:
- Mod DB – Top Unreleased Mod for 2005[2]
- Mod DB – Top Unreleased Mod for 2006[3]
- Mod DB – Honorable mention for Top Unreleased Mod for 2007[4]